# Herz-Mariä-Kirche (Barciany)
Die Kirche des Unbefleckten Herzens Mariens in Barciany (deutsch Barten) ist ein Bauwerk aus dem 14. Jahrhundert. Bis 1945 war sie zentrales Gotteshaus des evangelischen Kirchspiels Barten in Ostpreußen. Heute ist sie eine römisch-katholische Pfarrkirche in der polnischen Woiwodschaft Ermland-Masuren.

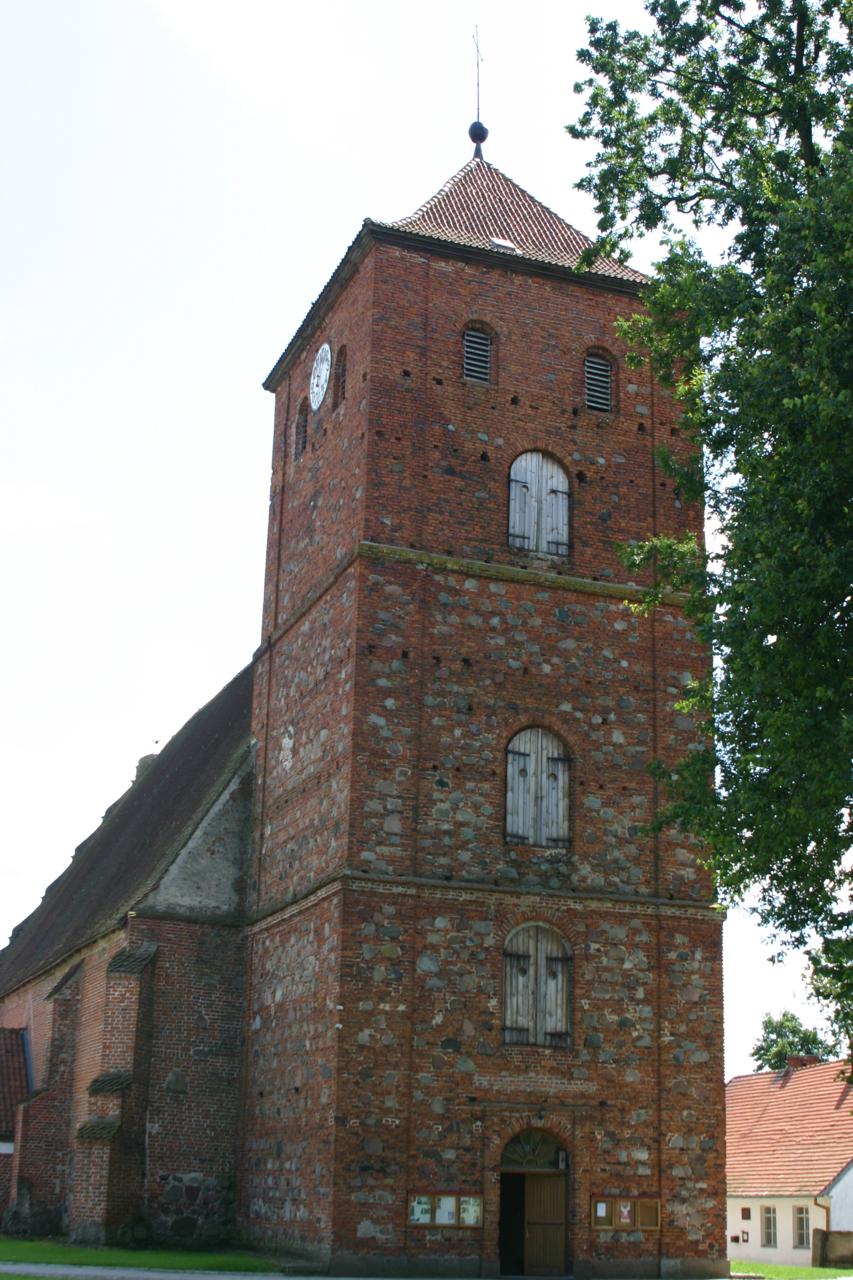
Der massive Kirchturm

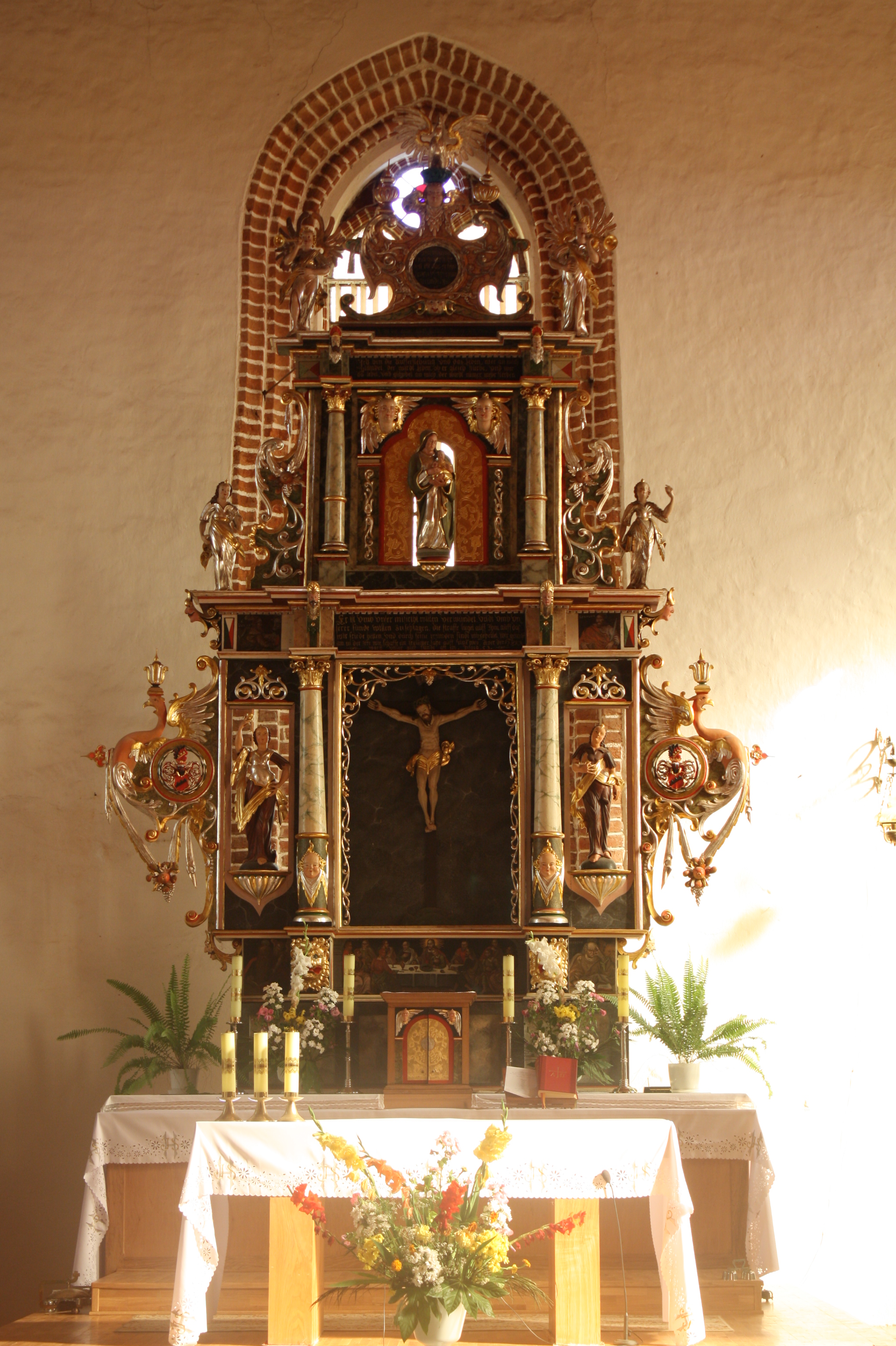
Der Altar

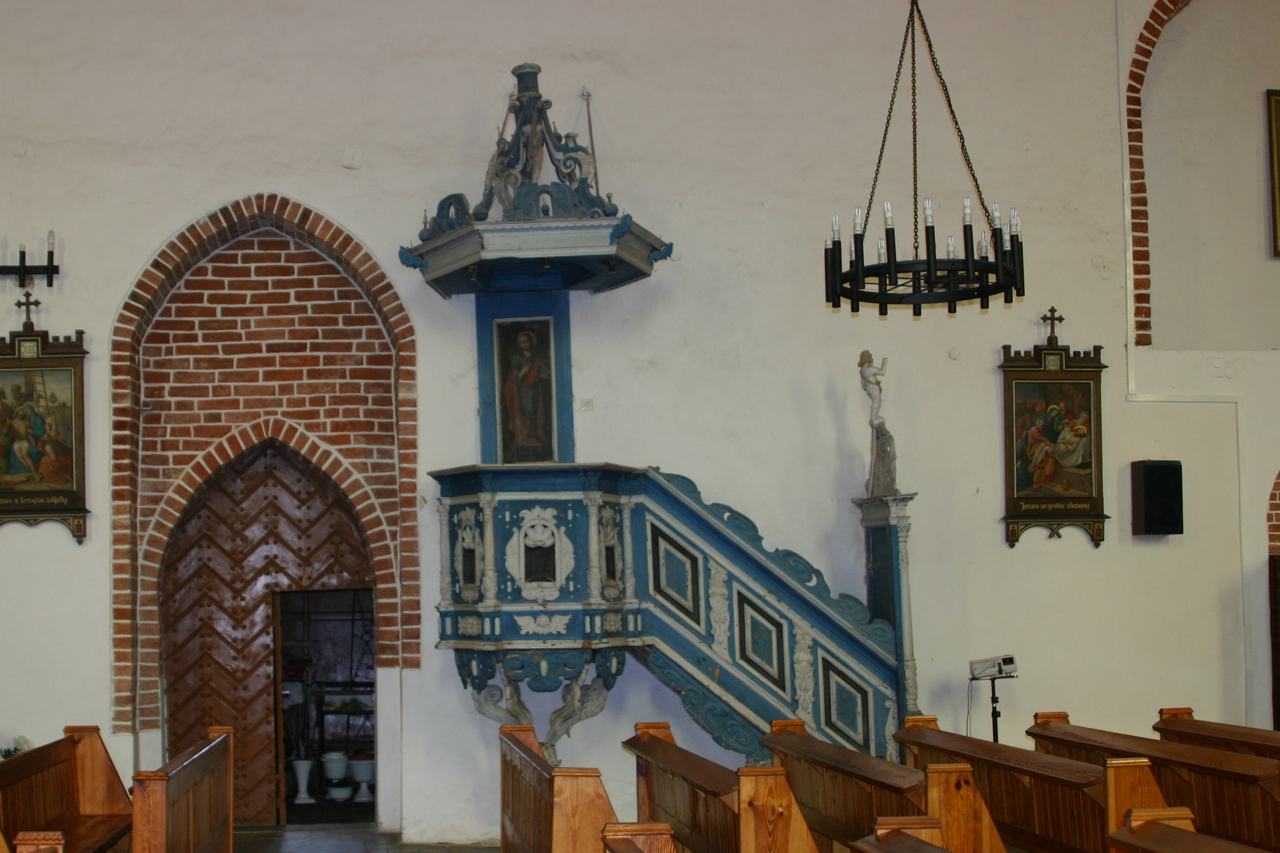
Die Kanzel

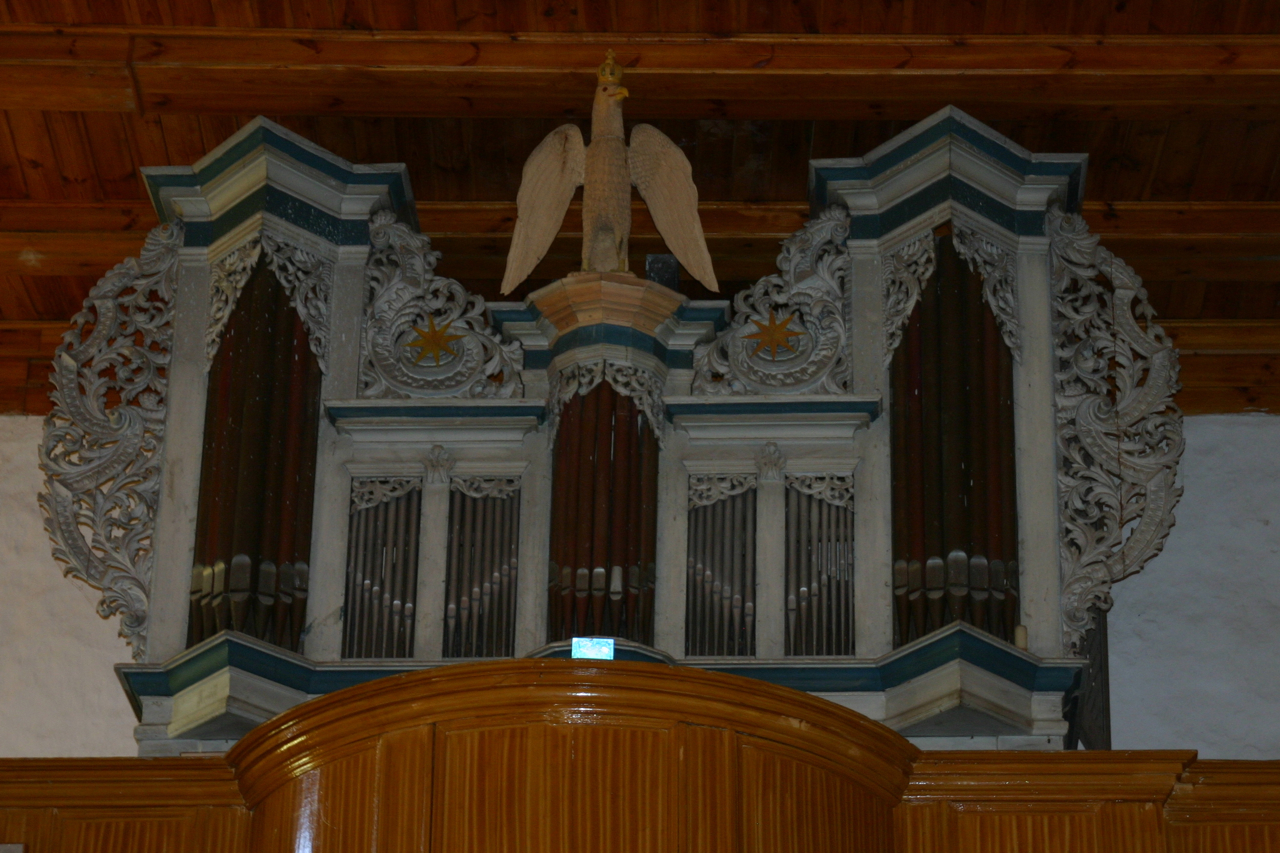
Die Orgel auf der Westempore

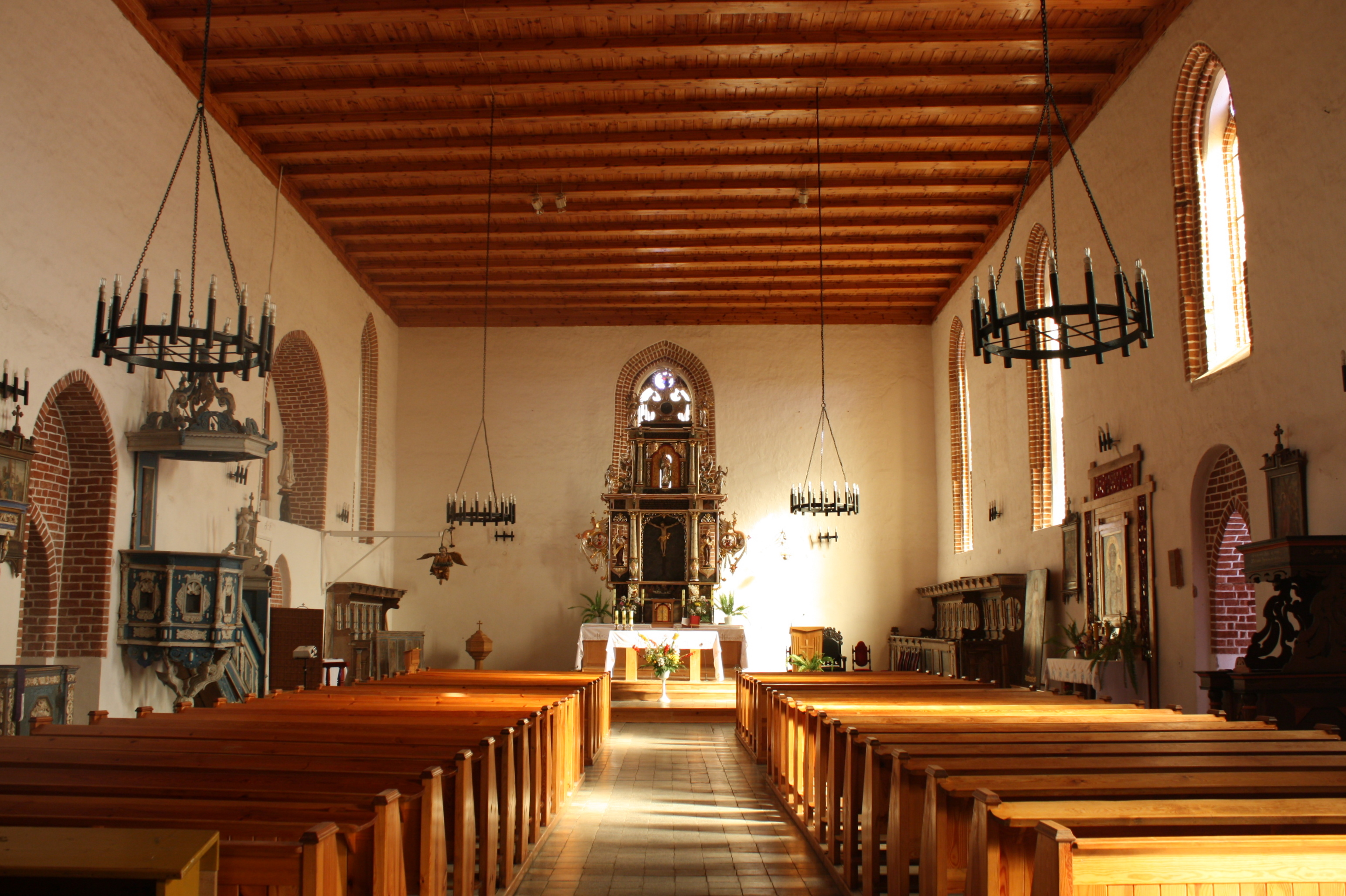
Kircheninnenansicht

## Geographische Lage
Barciany am Flüsschen Liebe (polnisch Liwna) liegt in der nördlichen Mitte der Woiwodschaft Ermland-Masuren an den Woiwodschaftsstraßen DW 590 und DW 591.
Der Standort der Kirche befindet sich südwestlich der Hauptstraße (DW 591).

## Kirchengebäude
Die Kirche Barten stammt wohl aus dem letzten Viertel des 14. Jahrhunderts, auch wenn eine Quelle aus dem 16. Jahrhundert 1325 bis 1330 ansetzt. Dem chorlosen Backsteinbau auf Feldsteinfundament wurden später Anbauten hinzugefügt: die Sakristei im Süden und eine Vorhalle im Norden. Den Ostgiebel baute man 1714 um, die zusätzliche südliche Vorhalle mit neuem geripptem Kreuzgewölbe entstand 1783. Der massive Kirchturm aus dem 16. Jahrhundert wurde von 1729 bis 1741 durch Maurermeister Hünchen und Zimmermann Effried aus Königsberg (Preußen) wiederaufgebaut und erhielt 1804 den Dachabschluss.
Der ursprünglich gewölbte Innenraum der Kirche erhielt eine flache Bretterdecke. Teile gotischer und barocker Wandbemalungen konnten freigelegt werden. Der Altar mit dem Wappen der Familie von Rautter stammt von 1643 und ist – ebenso wie die Kanzel von 1664 – eine einfache Schnitzarbeit. Aus dem 17. Jahrhundert stammt auch das Gestühl mit ausgemalten Fächern. Bemerkenswert ist der um 1750 entstandene Taufengel. Zarin Elisabeth von Russland soll der Kirche zwei Kronleuchter aus Messing geschenkt haben, signiert mit einem Doppeladler, einer 1699 angefertigt, der andere „renov. 1751“.
Die Orgel des Königsberger Orgelbaumeisters Adam Gottlob Casparini von 1749/50 war einmanualig und hatte zwölf Register, aber ohne Pedal. Letzteres wurde erst 1861 mit vier Registern durch den Orgelbauer Johann Rohn aus Wormditt (polnisch Orneta) ergänzt. Zuvor war das Instrument 1820 von Orgelbauer Johann Scherweit umfangreich restauriert worden. 1934 war die Orgel unspielbar und wurde von Orgelbauer Emanuel Kemper instand gesetzt. Die dabei ausgetauschte Klaviatur blieb erhalten und konnte so im Jahre 2003 zur Rekonstruktion der Casparini-Orgel der katholischen Heilig-Geist-Kirche in Wilna (litauisch Vilnius) herangezogen werden.
Das Geläut der Kirche besteht aus drei Glocken.
In den Jahren 1989/90 wurde die Kirche grundlegend renoviert und entsprechend den veränderten römisch-katholischen Bräuchen umgestaltet. Sie ist dem Unbefleckten Herz Mariä gewidmet.

## Kirchengemeinde
Die Kirche Barten ist vorreformatorischen Ursprungs und wurde mit der Einführung der Reformation in Ostpreußen lutherisch.

### Evangelisch

#### Kirchengeschichte
Bereits im Jahre 1528 amtierte an der Kirche in Barten ein evangelischer Geistlicher. Vom Ende des 16. Jahrhunderts bis zum Zweiten Weltkrieg tat noch ein zweiter Pfarrer zusätzlichen Dienst. Die Kirchengemeinde gehörte zur Inspektion Rastenburg (polnisch Kętrzyn), dann bis 1945 zum Kirchenkreis Rastenburg in der Kirchenprovinz Ostpreußen der Kirche der Altpreußischen Union. 3880 Gemeindeglieder zählte das Kirchspiel Barten im Jahre 1925. Sie wohnten in einem die Stadt Barten und etwa 20 Ortschaften umfassenden Sprengel.
Flucht und Vertreibung der einheimischen Bevölkerung bereiteten der evangelischen Gemeinde in dem dann Barciany genannten Dorf ein vorläufiges Ende. Heute gibt es wieder eine kleine Gemeinde mit einer eigenen Kapelle. Sie ist eine Filialgemeinde der Pfarrei in Kętrzyn in der Diözese Masuren der Evangelisch-Augsburgischen Kirche in Polen.

#### Kirchspielorte (bis 1945)
Zum Kirchspiel Barten gehörten bis 1945 neben der Stadt Barten noch 18 Orte, Ortschaften und Wohnplätze:
| Deutscher Name                 | Polnischer Name |  | Deutscher Name         | Polnischer Name |
| ------------------------------ | --------------- |  | ---------------------- | --------------- |
| * Baumgarten                   | Ogródki         |  | Modgarben              | Modgarby        |
| * Dombehnen                    | Dębiany         |  | Plienkeim, Adlig ~     | Plinkajmy Małe  |
| * Freudenberg                  | Radosze         |  | Plienkeim, Köllmisch ~ | Plinkajmy       |
| Jankenwalde                    | Jankowice       |  | * Sansgarben           | Gęsie Góry      |
| Kudwinnen                      | Kudwiny         |  | * Sausgörken           | Suchawa         |
| Lenzkeim bis 1904: Sorgenstein | Łęsk            |  | Silzkeim               | Gumniska        |
| Marienwalde                    | Wólka Jankowska |  | Skandlack              | Skandławki      |
| * Meistersfelde                | Gęsiki          |  | * Taberwiese           | Taborzec        |
| Milchbude                      | Pastwiska       |  | Wickerau               | Wikrowo         |

#### Pfarrer (1528 bis 1945)
An der Kirche Barten amtierten zwischen 1528 und 1945 als evangelische Geistliche die Pfarrer:
- Christoph Meddingen, 1528–1535
- Johann N., 1552
- Georg Cellinus, 1553–1567
- Christoph Sperber, 1568–1615
- Georg Platanus, 1582–1588
- Stanislaus Wendenberg, 1596
- NN.
- Michael Breuer, ab 1618
- Michael Glaser, bis 1640
- Stanislaus Wannowius, 1654–1665
- Christoph Fröhlich, 1665–1678
- Andreas Grassius, bis 1666
- Martin Freyhut, ab 1666
- Ernst Schultz, 1679–1684
- Paul Owander, 1684–1713
- Georg Stabenau, 1687–1715
- Matthias Leonhard Northoff, 1713–1725
- Johann Friedrich Domeyer, 1716–1720
- Georg Chr. Rhenius, 1720–1731
- Christoph Keiper, 1726–1742
- Michael Pisanski, 1732–1733
- Jacob Friedrich Roscius, 1735
- Michael Nitzki, 1736–1742
- Johann Friedrich Faber, 1742–1746
- Johann Friedrich Kahnert, 1742–1752
- Georg Albert Rogalla, 1747–1801
- Johann Gottfried Keip, 1755–1763
- Michael Chr. Schiffert, 1763–1786
- Gerhard Gottfried Vogler, 1786–1803
- Friedrich Chr. Morzfeld, 1801–1814
- Karl Wilhelm Mattern, 1803–1825
- Johann Gottlieb Behnisch, 1814–1822
- Johann Ferdinand Hoewig, 1823–1829
- Johann Karl Friedrich Engel, 1826–1849
- Friedrich Wilhelm Wogram, 1830–1838
- Julius Otto Ed. Meyhöfer, 1838–1851
- Gustav Peter Westphal, 1847–1848
- Heinrich Hermann Gottfried Grämer, ab 1850
- Friedrich Eduard Michalik, 1851–1864
- Friedrich Tappenteit, 1856–1872
- Eduard Leo Wilhelm Neide, 1864–1866
- Ludwig Fr. A. Hoffmann, 1866–1873
- Julius Gustav Ludwig, 1873–1876
- Johann Theodor Gustav Glodkowski, 1873–1882
- Heinrich Otto Emil Krantz, 1885–1886
- Friedrich Wilöhelm Mäkelburg, 1886–1927
- Richard Alfred Roseé, 1887–1898
- Leo Adolf Stamm, 1899–1909
- Otto Nikutowski, 1910–1920
- Erich Buchholz, 1928–1930
- Friedrich Brenner, 1930–1932
- Franz Klinschewski, 1933–1935
- Hans Werner Surkau, 1935
- Fritz N., bis 1937

#### Kirchenbücher
Von den Kirchenbuchunterlagen des Kirchspiels Barten haben sich erhalten und werden im Evangelischen Zentralarchiv in Berlin-Kreuzberg aufbewahrt:
- Taufen: 1743 bis 1944
- Trauungen: 1748 bis 1764, 1787 bis 1944
- Begräbnisse: 1757 bis 1944
- Konfirmationen: 1886–1928
- Kommunikanten: 1787 bis 1806, 1825 bis 1845, 1836 bis 1882, 1846 bis 1944.

Zur Verfügung stehen dazu noch zahlreiche Namenslisten bzw. alphabetische Register.

### Römisch-katholisch
In der Region Barten lebten vor 1945 nur wenige Katholiken. So waren es in der Stadt Barten 1925 lediglich 24, gegenüber 1293 evangelischen Kirchengliedern. Eingepfarrt waren sie in die Kirche Rastenburg im Dekanat Masuren II (Sitz: Johannisburg) im damaligen Bistum Ermland.
Mit der Neuansiedlung vor allem polnischer Bürger nach 1945 stieg im Gebiet Barciany die Zahl der katholischen Einwohner stark an. Es bildete sich eine römisch-katholische Gemeinde, die das bisher evangelische Gotteshaus für sich reklamierte und es zu ihrer Pfarrkirche machte. Die nach dem Unbefleckten Herz Mariä benannte Pfarrei (polnisch Parafia) gehört heute zum Dekanat Kętrzyn II im jetzigen Erzbistum Ermland. Neben dieser Gemeinde gibt es in Barciany noch eine Griechisch-katholische Kirchengemeinde.

## Verweise